# 沉默的教室
沉默的教室是日本推理作家折原一所著，于1994年4月初版的小说。故事围绕着一场暗含玄机的同学会展开。整部小说的气氛一直都是沉默压抑的。

## 故事大纲
故事是双线叙述，一条线是一个怀揣同学名单以及杀人计划书的年轻人被车撞了之后失忆，在别人的帮助下试图联系同学找到自己身份的线索。但是所有被联系的同学都声称不认识这名神秘的年轻人。另一条线则是回忆。一名年轻人壮志满酬的进入一所乡下中学做班主任，随着时间的推移，他渐渐发现自己班级以及整个学校的古怪：欺负事件层出不穷，但是所有人对此都视而不见，而在同学中流传的一份《恐怖新闻》上甚至还会出现下一名被欺负的学生的名字以及理由，这称之为“肃清”.
讲述完同学会的前因之后，又增加了叙述视角，描述了同学会的干事也就是上学时期的班长筹办同学会的详细情况，中间穿插了与同学会相关的人员都会不明死亡的情节。最后所有线索都集中到了同学会举办当天，所有谜底都会解开。。。。。。

## 主题
小说的主题是沉默。中学时候大家在面临欺凌的时候通通都选择了缄默不语，若干年之后同学会筹办过程中也对当年的事件保持沉默。从始至终的故事叙述风格都是恐怖压抑的。“欺凌者会忘记自己的行为，但被欺凌者永远不会忘记自己的遭遇。”

## 获奖情况
于1995年获日本推理作家协会奖